# Droga wojewódzka 874
Die Droga wojewódzka 874 (DW 874) ist eine zehn Kilometer lange Droga wojewódzka (Woiwodschaftsstraße) in der polnischen Woiwodschaft Lublin, die Puławy mit Zarzecze verbindet. Die Strecke liegt im Powiat Puławski.

## Streckenverlauf
Woiwodschaft Lublin, Powiat Puławski
-  Puławy (DK 12, DW 801, DW 824, DW 847, DW 851)
-  Góra Puławska (DW 738, DW 743)
- Klikawa
- Sosnów
-  Zarzecze (DK 12)